# 5 сантиметрів за секунду
«5 сантиме́трів за секу́нду» (яп. 秒速5センチメートル Byosoku Go Senchimetoru) — драматичне аніме, створене Макото Сінкаєм. Робота над ним була завершена 22 січня 2007 року. Перша частина була доступна власникам преміальних рахунків в системі Yahoo з 16 по 19 лютого того ж року. 3 березня відбулася прем'єра повної картини в кінотеатрі «Cinema Rise» у Токіо. Фільм складається з трьох частин, кожна з яких розповідає про період у житті головного героя Такакі Тоно та його стосунки з дівчатами навколо нього.
Фільм був нагороджений як найкращий повнометражний анімаційний фільм на Asia Pacific Screen Awards 2007 року. У листопаді 2007 року він отримав новелізацію, а 2010 року – екранізацію манги, проілюстровану Сейке Юкіко.

## Сюжет
Аніме охоплює понад десять років з життя головного героя Такакі Тоно, беручи початок у 1994 році і закінчується, ймовірно, у 2008 році. Назва фільму є посиланням на слова Акарі про швидкість падіння пелюстків сакури — 5 сантиметрів за секунду.
Повне аніме складається з трьох частин (Низка коротких історій про віддаль між ними):
1. «Пелюстки квітучої сакури» (яп. 桜花抄 — Okasho)
2. «Космонавт» (яп. コスモナウト — Cosmonaut)
3. «5 сантиметрів за секунду» (яп. 秒速5センチメートル — Byosoku Go Senchimetoru)

### Частина перша: Пелюстки квітучої сакури
Такакі Тоно та Акарі Сінохара швидко стали дуже близькими ще у початковій школі Токіо, між ними виникає нерозривний зв'язок. Однак після завершення початкової школи їх розлучає переїзд сім'ї Акарі до містечка Івафуне у префектурі Тотіґі. Такакі й Акарі, щоб підтримувати зв'язок, пишуть одне одному листи. Після того, як Такакі дізнається, що його сім'я переїде у місто Каґосіма, він вирішує поїхати до Акарі, оскільки потім вони будуть надто далеко один від одного. Такакі пише листа, у якому висловлює всі свої почуття до Акарі, і вирушає на зустріч. Через сильний снігопад сінкансени та електрички відстають від розкладу. Під час одної з пересадок Такакі губить свого листа. Сильно запізнившись і приїхавши пізно вночі, він уже й не сподівається побачити Акарі. Проте дівчина чекає його на вокзалі. Після першого поцілунку Такакі розуміє, що вони більше ніколи не зможуть зустрітися. На ранок він прощається з Акарі, яка також мала для нього листа, але так і не передала його.

### Частина друга: Космонавт
Такакі навчається у середній школі на острові Танеґасіма, де розташовується Космічний центр Танеґасіма. У перший же день навчання учениця Канае Суміда закохується у переведеного з Токіо хлопця. Вона постійно хоче бути поряд із ним, чекає на нього після школи, аби разом вертатися додому, докладає великих зусиль, щоб вступити у старшу середню школу заради нього. Такакі ж бачить у ній лише друга і не може відповісти взаємністю. Канае помічає, що він завжди чекає на когось, вдивляючись у далину, та надсилає комусь повідомлення. Як стає зрозуміло пізніше, він все ще думає про Акарі, а повідомлення не мають адресата. Одного разу Канае наважується зізнатися Тоно у своїх почуттях, проте так і не робить цього, розуміючи, що він кохає іншу. Після завершення школи Такакі відлітає у Токіо.
Ця частина, за визнанням Макото Сінкая, є його найулюбленішою.

### Частина третя: 5 сантиметрів за секунду
Такакі Тоно працює програмістом у Токіо. Він досі сумує за Акарі. Пригнічений Такакі пориває з дівчиною, з якою зустрічався протягом трьох років, і звільняється з роботи. У той час Акарі готується до весілля і переїжджає до Токіо. Перед переїздом вона знаходить листа, що колись написала для Такакі. Обоє згадують свою останню зустріч серед снігів; тоді вони думали, що колись знову будуть милуватися цвітінням сакури разом.
Одного дня, побачивши, як у повітрі пролітають пелюстки сакури, Такакі й Акарі вирушають на прогулянку до місця, що пов'язує їх спогадами 14-річної давності. Вони ідуть на зустріч один одному, але розминаються. За мить хлопець і дівчина зупиняються, щоб обернутися, але шлях їм перетинає потяг. Такакі чекає поки потяг проїде і бачить, що Акарі уже пішла. Він посміхається і прямує своєю дорогою.

## Персонажі

### Такакі Тоно
Головний герой фільму. Через роботу батьків змушений часто переїжджати. У дитинстві починає дружити з Акарі Сінохарою. З часом теплі почуття переростають у закоханість. Тяжко переживає вимушене розставання з нею. У середній школі острова Танеґасіма відвідує заняття зі кюдо. Після школи Такакі Тоно вступає до Токійського університету. По його закінченні стає розробником інформаційних систем в Токіо. Добрий, вірний і чуйний, проте через любов до Акарі не може зблизитись із жодною іншою дівчиною.
Сейю: Кендзі Мідзухасі.

### Акарі Сінохара
Найкращий друг, а надалі й дівчина Такакі Тоно. Любить читати книги і проводити багато часу в бібліотеці початкової школи. Взаємно кохає Такакі. Її сім'я також часто переїжджає з міста у місто. Після переїзду в Івафуне починає листування з Такакі. Дорослою переїжджає до Токіо.
Сейю: Есімі Кондо («Пелюстки квітучої сакури»), Аяка Оноуе («5 сантиметрів за секунду»).

### Канае Суміда
Однокласниця Такакі у середній школі острова Танеґасіма. Закохується в Такакі з першого дня його навчання у школі, але ніяк не наважується зізнатися йому. Не може визначитися зі своїм майбутнім. Займається серфінгом. У Канае є собака на ім'я Кабо.
Сейю: Сатомі Ханамура

### Сестра Канае
Працює вчителем у школі, де навчається Канае Суміда. Турбується про свою молодшу сестру, всіляко підбадьорює її і допомагає порадами.
Сейю: Ріса Мідзуно

## Музика
Як і в минулих роботах Макото Сінкая, музику до аніме писав композитор Тенмон.
Список композицій:
1. Cherry Blossom Extract (яп. 桜花抄) — 4:51
2. Distant Everyday Memories (яп. 想い出は遠くの日々) — 1:41
3. Irritation (яп. 焦燥) — 1:09
4. Snow's Station (яп. 雪の駅) — 2:19
5. Kiss — 3:13
6. Kanae's Feelings (яп. 力ナエの気持ち) — 1:47
7. Dream (яп. 夢) — 1:40
8. Poem of Sky and Sea (яп. 空と海の詩) — 2:00
9. The Feeling That Doesn't Reach (яп. 届かない気持ち) — 1:41
10. END THEME — 2:52
11. One more time, One more chance PIANO ver. (Bonus Track) — 5:00

## Нагороди та популярність
У 2007 році аніме отримало нагороду Asia Pacific Screen Awards в номінації «Найкращій повнометражний анімаційний фільм». У 2008 році — Lancia Platinum Grand Prize на кінофестивалі в Болоньї, Італія, за «Найкращу анімаційну роботу чи фільм з спецефектами». Фільм посів четверту сходинку у списку найпопулярніших фільмів в Японії у 2008 році.
Сайт Mania.com назвав «5 сантиметрів за секунду» найкращим не-Міядзакі аніме. Схожої думки і кореспондент газети «The Japan Times» Марк Шиллінг.